# Bato Fou
 (octobre 2024).
Si vous disposez d'ouvrages ou d'articles de référence ou si vous connaissez des sites web de qualité traitant du thème abordé ici, merci de compléter l'article en donnant les références utiles à sa vérifiabilité et en les liant à la section « Notes et références ».
Le Bato Fou est une salle de concert française située à La Réunion.

## Historique

### Les origines du projet
L'association Les Jazzomaniaques de l’Océan Indien, structure porteuse du projet « Bato Fou », est née à St Denis de la Réunion en septembre 1989, avec pour objectif de promouvoir la création musicale réunionnaise  au sein d'un café-concert appelé le « Ti Bird ». À raison de 4 à 5 concerts hebdomadaires, ce lieu, le premier du genre, acquit une certaine renommée pour les rencontres entre musiciens réunionnais et artistes de passage dans l'île. Michel Petrucciani, Jacques Higelin, F.F.F., Touré Kunda, Arthur H y côtoyèrent les débuts de Baster, Fenoamby, Ousanousava, Ziskakan ou les premiers groupes malgaches programmés à la Réunion, comme Vahömbey ou Varatraz.
Déjà les bases de travail de l'association étaient posées : soutien à la création locale, ouverture sur l'Océan Indien ou programmation d'artistes extérieurs en émergence. Au même moment, l'association obtient le soutien de l'État, de la Ville et du Département. Malgré l'obtention du label « Café Musiques » par le Ministère de la Culture, les énormes difficultés que rencontrèrent la plupart des établissements de loisirs dyonisiens à la suite des émeutes du Chaudron en 1991 et 1992 incitèrent les dirigeants de l'association à déplacer le lieu de diffusion à St Pierre, dans les locaux de l'ancien cinéma Alpha.

### La structuration du projet (1995-1997)
Grâce à l'appui de militants culturels locaux, la municipalité accepta, après quelques travaux de mise aux normes, de mettre cette salle à disposition de l'association, prenant ainsi le nom de Bato Fou en hommage à la chanson écrite par Axel Gauvin, écrivain réunionnais et mise en musique par Gilbert Pounia du groupe réunionnais Ziskakan. 
Avec une équipe et des moyens réduits, l'association démarra en septembre 95 ses activités centrées autour de la diffusion d’artistes locaux (30 dates annuelles) et d’artistes extérieurs de passage, programmés par d’autres organisateurs de spectacles (ODC, festival Kabaréunion…).
L'axe Océan Indien s'articule alors autour d'un projet intitulé « Amandla » rassemblant des musiciens venus de la zone (Madagascar, Comores, Seychelles, Maurice, Afrique du Sud). Très vite, la politique de soutien aux jeunes groupes se met en place avec notamment l'adhésion au projet du Théâtre des Bambous « la Clameur des Bambous » et la création du tremplin « Musikolycée », réservé aux groupes lycéens. La salle commence également à accueillir des répétitions de groupes désirant préparer un nouveau spectacle ou une tournée.

### Développement du projet (1997-2007)
Dès 1999, le Bato Fou développe une politique de résidences-échanges grâce à un réseau de partenaires dans la zone et ailleurs. Ainsi, des artistes réunionnais s'envolent vers le festival Dounia à Nosy Be (Madagascar), les Transmusicales de Rennes, le Bam Festival à Barcelone, le FIM à Mayotte, le Festival culturel des Seychelles ou encore Maurice.
En retour, des artistes issus de ces pays sont reçus au Bato Fou pour des projets de création commune. Ce dispositif va contribuer largement à la réputation de la salle, tant dans l'île auprès des musiciens et des collectivités qu'à l'extérieur. En 1999, le Bato Fou est labellisé « Scène de Musique Actuelle » par la DRAC-Réunion.
L’activité de diffusion musicale se diversifie (chanson française, rock, musiques électroniques…) générant un rajeunissement du public fréquentant le Bato Fou. Parallèlement, l’association Jazzomaniaques s’inscrit progressivement dans une dynamique de mutualisation des moyens et des outils via sa participation au Réso (association de salles de spectacles réunionnaises), à la Fédurok, ou par ses partenariats avec les centres culturels français de la zone Océan Indien et Afrique Australe.

### Départ de Saint-Pierre en 2009 et relocalisation à la Plaine des Cafres en 2010
Plus qu’une simple salle de concert, le Bato Fou s’inscrit progressivement comme futur centre de ressources des musiques actuelles ayant pour but de favoriser l’accompagnement de ces pratiques artistiques (diffusion, répétition, transmission d’une identité, d’un patrimoine, action culturelle, émergence de nouvelles pratiques musicales). 
En fin d’année 1999, l’association Jazzomaniaques apprend que la mairie de Saint-Pierre ne souhaite pas renouveler son partenariat, se retrouvant ainsi privée de salle après quinze années de présence sur place. Désireux de relancer l’activité des trois grands kiosques de Bourg-Murat (Plaine des Cafres), Didier Robert, alors maire de la ville du Tampon, confie la gestion de l’un d’eux au Bato Fou dès le 1er janvier 2010. Le site, entièrement rénové, peut contenir jusqu’à 1 500 spectateurs en configuration debout dans une grande salle ronde. 
Cependant, après l’élection de Didier Robert en tant que président de la Région Réunion et son départ de la mairie du Tampon, le projet associatif peine à aboutir. L’association continue son activité d’action culturelle et de diffusion, notamment en rejoignant l’organisation du festival jeune public Il Était Une Fois Les Vacances.
Début 2012, le Bato Fou annonce au cours d’une conférence de presse la relance de son activité :
- la diffusion à travers notamment la création des Concerts au Vert organisés avec les acteurs touristiques de la Plaine des Cafres ;
- l’action culturelle sur le territoire avec des opérations en partenariat avec les acteurs du bassin Sud de La Réunion
- le lancement d’un centre d’information et de ressource pour les musiques actuelles et le spectacle vivant avec pour vocation d’accompagner les porteurs de projets culturels.

### Fin du Bato Fou
A la fin 2013, l’association se trouve toujours en difficulté financière faute de lieu lui permettant de recevoir des recettes de billetterie et de buvette. La liquidation judiciaire du Bato Fou est prononcée le 27 janvier 2014. De nombreux acteurs culturels de La Réunion, mais aussi au-delà (notamment la Fédération des Lieux de Musiques Actuelles), salueront le travail et la combativité de l’équipe salariée permanente alors composée de trois personnes. 

## Quelques groupes programmés au Bato Fou
Ez3kiel, Therapy, FFF, Dr Feelgood, la Rue Ketanou, Sepultura, Jaojoby, No One Is Innocent, Ben Sharpa, Backstroke Burning Heads, Watcha Clan, Les Ogres de Barback, Tryo, Zong, Nutcase, Lindigo, les Wampas, High Tone, Kanjar'Oc.